# ۲۱ (قمری)
۲۱ (قمری)، بیست و یکمین سال در گاهشماری هجری قمری است. اول محرم این سال برابر با سیزدهم دسامبر سال ۶۴۱ میلادی است.

## رویدادها
- جنگ نهاوند و فتح آن در ۵ ربیع الاول که به آن فتح الفتوح گفته شده
- فتح اصفهان به دست مسلمانان
- پیگیری فتوحات در سرزمین شام
- عزل سعد بن ابی‌وقاص از فرمانداری کوفه و جایگزین عمار یاسر توسط عمر

## درگذشتگان
- خالد بن ولید

## وابسته
- یزید پسر ابی‌سفیان